# الظلام (فلم 2005)
الظلام (بالإنجليزية: The Dark) هو فيلم رعب تم إنتاجه في المملكة المتحدة وألمانيا وصدر سنة 2005 بطولة شون بين وماريا بيلو.

## القصة
في حداد على الغرق المأساوي لابنتهما سارة، زار جيمس وأديل أبريل، وهي فتاة صغيرة تدعي أنها ماتت قبل 60 عامًا - وتحمل تشابهًا مذهلاً مع سارة.

## وصلات خارجية
مقالات تستعمل روابط فنية بلا صلة مع ويكي بيانات